# شعب آل دهمي
شعب ال دهمي إحدى قرى مركز القفل التابع لمحافظة صامطة الواقعة في منطقة جازان جنوب غرب السعودية.

## نبذة
شعب آل دهمي ابوعقيل عبارة عن قرية صغيرة تقع بين وادي ليه ووادي المغياله من الجنوب، وهي منطقة خصبة صالحة للزراعة. أول من سكنها هو دهمي علي أبوعقيل وسبب تسميتها بآل دهمي نسبة إلى دهمي شيخ القرية في حينه، عمرها يقارب مئة وخمسين عام تقريباً. تعداد سكانها لايتجاوز الالف نسمه ويتواجد فيها عدد من القبائل أبرزها أبو عقيل والمحنشي والعكور والعريشي السلامي والشبيلي والنجمي وبعض الجاليات اليمنية القدماء وتلك القبائل تتواجد بنسب متفاوتة.